# معروف الأرناؤوط
معروف الأرناؤوط (1892- 1948 م)، أديب روائي، وصحفي سوري، من أصل ألباني. عاش في دمشق ووضع عددًا من الروايات الشهيرة عن دولة الإسلام في بداياتها، أبرزها رواية «سيِّد قُريش» التي أدخلته مجمع اللغة العربية عام 1930. وهو صاحب ومؤسس جريدة فتى العرب التي صدرت في دمشق من عام 1920 وحتى سنة 1958.

## ولادته ونشأته
وُلِد معروف الأرناؤوط لأب ألباني الأصل وأم مارونية لبنانية، ودَرَس في الكلية الإسلامية في بيروت. بدأ حياته الأدبية مراسلًا لعدد من الصحف البيروتية، مثل جريدة البلاغ وجريدة الإقبال، وفي عام 1914 التحق بالجيش العثماني وعُيّن برتبة ملازم في إسطنبول. انشق عن العثمانيين في المراحل الأخيرة من الحرب العالمية الأولى وانضم إلى قوات الشريف حسين بن علي، قائد الثورة العربية الكبرى. وصَل إلى دمشق عشية انسحاب الجيش العثماني يوم 26 أيلول 1918 وشارك في رفع عَلم الثورة العربية الكبرى فوق دار الحكومة في ساحة المرجة، مع صديقه الأمير محمّد سعيد الجزائري، الحاكم المؤقت للمدينة. أحبّ دمشق وقرر الاستقرار فيها لكونها عاصمة الدولة العربية الحديثة التي أُعلنت بعد سقوط الحكم العثماني، تحت راية الشريف حسين وبقيادة نجله الأمير فيصل بن الحسين.

## عمله في الصحافة
كَلّفه الأمير فيصل إعادةَ فتح جريدة الشرق التي كان يُصدرها الحاكم العثماني جمال باشا في سنوات الحرب، بعد تغيير اسمها لتصبح جريدة الاستقلال العربي. صَدر عددها الأول يوم 14 تشرين الأول 1918، أي بعد نحو أسبوعين من إعلان الحكم الفيصلي في سورية، وكُتب على صفحتها الأولى «جريدة من العرب للعرب.» صَدرت الجريدة بصفحتين من القطع المتوسط، ثم بأربع صفحات وتوقفت في شباط 1919 بعد تَفرّغ معروف الأرناؤوط لإصدار صحيفة جديدة تُدعى جريدة فتى العرب التي صدر عددها الأول في 18 شباط 1920.
كانت جريدة فتى العرب مسائية، تَصدر بأربع صفحات في عصر كل يوم من مكتبها الكائن في ساحة المرجة، قرب السراي الحكومي. في مرحلة قياسية أصبحت من أشهر الصحف اليومية في دمشق، نظراً لرصانة مواضيعها واهتمامها بالشؤون الأدبية والفكرية، ولأسلوب رئيس تحريرها السلس والمشوق في الكتابة. نظراً لأهميتها استطاعت أن تجلب أكبر الأسماء الأدبية في الوطن العربي، مثل عباس محمود العقاد، الذي صار يكتب بها بشكل دوري، ومحمّد حسين هيكل، وأمير الشعراء أحمد شوقي. تعرضت جريدة فتى العرب للحجب المُتكرر والإغلاق التعسفي في زمن الانتداب الفرنسي، لدفاعها عن القضايا الوطنية الكبرى، وظلّت تصدر في سنوات الاستقلال الأولى حتى وفاة صاحبها عام 1948.

## نشاطه الأدبي
في عام 1929، نشر معروف الأرناؤوط روايته الأدبية الأولى بعنوان «سيد قُريش،» عن حياة العرب في مرحلة البعثة النبوية، تحدث فيها عن معجزة النبوة وأثرها الاجتماعي في حياة العرب. قدم لها أستاذ القانون في الجامعة السورية الدكتور منير العجلاني (الذي كتب مقدمة أول ديوان شعر لنزار قباني بعد سنوات) قائلاً: «رواية سيد قُريش فيها عطر، وفيها موسيقى وفيها عنصر من الشعر.» نالت الرواية إعجاب النقّاد واستحسانهم، وعادت على صاحبها بأرباح مادية مكّنته من اقتناء منزل في شارع العابد وسط مدينة دمشق، بجوار المجلس النيابي السوري، بات يُعرف «بدار سيد قُريش.» أعجب رئيس مجمع اللغة العربية محمّد كرد علي بالرواية كثيراً وكتب عنها مادحاً في مجلة المجمع ودعا الأرناؤوط للانضمام إلى صفوفه، حيث انتخب عضواً في 8 تشرين الأول 1930 
بعد «سيد قُريش» كَتب الأرناؤوط رواية عاطفية تحت اسم مُستعار، بعنوان «على ضفاف البوسفور» نُشرت في العدد 59 من مجلة اللطائف اللبنانية في 6 نيسان 1932. فضّل عدم وضع اسمه خوفاً من ردود أفعال الجمهور الرصين من النقّاد والأدباء الذي أحبّ «سيد قُريش» لجديتها وبلاغتها. وفي عام 1936، نَشَر رواية جديدة باسمه بعنوان «عمر بن الخطاب» بأربعة أجزاء، صدرت عن مطبعة فتى العرب، تلتها رواية ثالثة حملت عنوان «طارق بن زياد» ورابعة بعنوان «فاطمة البتول» صدرت في دمشق سنة 1942 وتحدثت عن حياة الحسين بن علي، حفيد الرسول. قبل وفاته كان الأرناؤوط بصدد كتابة روايته الخامسة والأخيرة ولكنها لم ترَ النور بسبب وفاته عن عمر ناهز 56 عاماً سنة 1948.
ترجم العديد من المسرحيات، منها "الرجوع إلى أدرنه" لروجيه لاهونت، "والصقلي الشريف" لألفريد دي موسيه، و"الطفلان الشريدان" لبيير دي كورسيل." وفي الشعر له قصائد صاغها عن لغات أجنبية، منها قصيدة "وقفة في الطلول" لأندريه شينيه المنشورة في مجلة الحديث بحلب سنة 1928، وقصيدة "دموع للامرتين" المنشورة في مجلة الحديث أيضا في أيار 1928

## تكريمه
تقديرًا لجهوده ومكانته، وبعد وفاته بسنوات طويلة، أُطلق اسمه على مدرسة ثانوية في حي القدم بدمشق.

## وصلات خارجية
- معروف الأرناؤوط على موقع أرشيف الشارخ.